# Ioan Iulian Vizitiu
Ioan Iulian Vizitiu (ur. 3 lutego 1970 w Bârladzie) – rumuński wioślarz. Srebrny medalista olimpijski z Barcelony.
Zawody w 1992 były jego jedynymi igrzyskami olimpijskimi. Zajął drugie miejsce w ósemce. Zdobył dwa medale mistrzostw świata: srebro w ósemce w 1993 i brąz w dwójce ze sternikiem w 1994. 